# Бурмасов, Василий Афанасьевич
Васи́лий Афана́сьевич Бурма́сов (21 апреля [8 апреля] 1900, село Телес, ныне Уинский район, Пермский край — 21 мая 1963 года, Люберцы, Московская область) — советский военный деятель, Генерал-майор (1944 год).

## Начальная биография
Василий Афанасьевич Бурмасов родился 21 апреля [8 апреля] 1900 года в деревне Починок Пермской губернии, ставшей в 1906 году селом Телёс (ныне Уинского района Пермского края) в семье солдата Афанасия Сергеевича Бурмасова (по данным метрики церкви с. Воскресенского Осинского уезда). Отца убили в 1909 году и Василию пришлось наняться в батраки, так как в семье Бурмасовых было шесть братьев, а всего семья состояла из двенадцати человек. Старший брат пристроил его в Уинское начальное училище, которое он закончил в 1912 году. Дальнейшее образование пришлось оставить так как началась Первая мировая война и старшего брата призвали в армию, а на плечи Василия легла забота о младших братьях и сестрах. Однако, он не оставил образование и в 1916 году сдал экстерном экзамен за курс педагогического училища и был назначен на работу в начальной школе в родном селе. С июня 1918 г. работал секретарем внешкольного отдела уездного комиссариата просвещения в г. Кунгур, с ноября - в школе-семилетке в пос. Верхне-Рождественский Оханского уезда Пермской губернии и в г. Уржум. Во время Гражданской войны в России при приближении к городу войск Колчака Бурмасов был арестован, но через три для в город вошли части Рабоче-Крестьянской Красной армии и он добровольно вступил 12 мая 1918 года в 6-й Приволжский стрелковый полк Запасной армии Республики.

## Военная служба

### Гражданская война
В июне 1919 года Бурмасов вступил в коммунистическую партию и ему доверили вести политическую работу среди бойцов, говорили: «Хороший партиец, стойкий и выдержанный». Молодая Красная армия нуждалась в грамотных и зрелых командирах и в июле 1919 года партийной организацией полка он был направлен на учёбу на 1-е Казанские пехотные командные курсы. Учёба была напряженной — не раз курсантов по тревоге поднимали по ночам, и они шли на подавление бандитских мятежей и выступлений. По окончании курсов в ноябре 1919 года Бурмасов был назначен на должность командира взвода 5-го запасного полка.
В декабре 1919 года был направлен на учёбу в Высшую военную школу Запасной армии Республики в Казани, по окончании которой в августе 1920 года был назначен на должность командира роты 5-го стрелкового полка (1-я Восточная бригада курсантов). С августа по сентябрь 1920 года принимал участие в боях против белогвардейского десанта под командованием генерала С. Г. Улагая на Кубани, а затем — против белогвардейских войск на Кавказе, а в феврале 1921 года принимал участие в установлении советской власти в Грузии.
В апреле 1921 года Бурмасов был назначен на должность командира роты на 10-х Бакинских командных курсах.

### Межвоенное время
В 1922 году окончил школу младших руководителей по военным предметам в Тифлисе.
С января 1923 по ноябрь 1924 года Бурмасов служил в войсках ОГПУ. Был назначен на должность командира учебного взвода 81-го дивизиона войск ОГПУ Туркестанского фронта, в августе 1923 года — на должность командира взвода 71-го дивизиона войск ОГПУ в Екатеринодаре, а в марте 1924 года — на должность командира взвода конвойной команды войск ОГПУ в Тюмени.
С ноября 1924 года служил в 170-м стрелковом полку (57-я Уральская стрелковая дивизия) на должностях командира взвода, политрука роты, командира роты, ответственного секретаря бюро ВКП(б) полка и начальника полковой школы. Генерал-майор артиллерии Даниил Михайлович Краснокутский, служивший командиром взвода в роте, которой командовал Бурмасов, вспоминал, что «Василий Афанасьевич с первого взгляда вызывал симпатию. Он был среднего роста, крепко сколочен. Характер имел ровный, никогда не срывался и не кипятился Мы, младшие командиры, старались во всех начинаниях и действиях поддержать своего командира роты, учились у него методике военного дела, выдержке, принципиальности и партийности», а также часто говорил им: «Вы добиваетесь быстрого внешнего успеха без должного внутреннего содержания», а затем подробно объяснял молодым командирам как надо действовать, чтобы закрепить успех. Он был волевым и энергичным командиром, но твердость и строгость сочетались у него с товарищеским подходом и выдержанностью. И это помогало ему быстро завоевать сердца людей, с которыми он работал.
В марте 1932 года был назначен на должность начальника полковой школы 245-го стрелкового полка (32-я стрелковая дивизия, Приволжский военный округ), в январе 1935 года — на должность командира батальоном 255-го стрелкового полка (85-я стрелковая дивизия, Уральский военный округ), а в июне 1937 года — на должность командира батальона курсантов Свердловского пехотного военного училища. В 1935 году в Красной армии введи персональные воинские звания и Бурмасову в феврале 1936 года было присвоено звание майора.
В сентябре 1937 года майор Бурмасов был зачислен на 2 курс основного факультета Военной академии имени М. В. Фрунзе. Во время учёбы «выполнял правительственное задание» — участвовал в Гражданской войне в Испании. По окончании академии в январе 1939 года полковник Бурмасов назначен на должность начальника штаба 57-й стрелковой дивизии (1-я армейская группа, Забайкальский военный округ). В этой должности он принимал участие в боях на Халхин-Голе, за что был награждён орденом Красного Знамени.
В октябре 1939 года был назначен на должность начальника пехоты 57-й мотострелковой дивизии (Забайкальский военный округ), дислоцированной на территории МНР.

### Великая Отечественная война
В начале Великой Отечественной войны Бурмасов продолжил служить на прежней должности. 8 октября 1941 года назначен на должность командира 210-й стрелковой дивизии (36-я армия, Забайкальский фронт).
В мае 1944 года был назначен на должность заместителя командира 86-го стрелкового корпуса. 3 июня 1944 получил звание генерал-майора. С 1 декабря 1944 по 6 апреля 1945 года исполнял должность командира этого корпуса, который выполнял задачи по прикрытию государственной границы СССР с Китаем.
В ходе советско-японской войны корпус в составе 36-й армии (Забайкальский фронт) принимал участие в ходе Хингано-Мукденской наступательной операции, а также в разгроме Квантунской армии. Являясь заместителем командира корпуса, Бурмасов командовал передовым подвижным отрядом армии, который в первый день операции захватил мосты через реку Хайлар, вошёл в Хайларский УР, после чего вёл боевые действия по его захвату до подхода основных сил армии. Вскоре из-за гибели начальника штаба корпуса Бурмасов временно исполнял его обязанности.
За умелое руководство отрядом и достигнутые при этом успехи Василий Афанасьевич Бурмасов был награждён орденом Суворова 2 степени.

### Послевоенная карьера
С окончанием войны продолжил служить на должности заместителя командира 86-го стрелкового корпуса (Забайкальско-Амурский военный округ), а вскоре был направлен на учёбу на высшие академические курсы при Высшей военной академии имени К. Е. Ворошилова, по окончании которых в мае 1947 года был назначен на должность командира 45-й стрелковой дивизии, дислоцированной в городе Печенга (Беломорский военный округ). Маршал Советского Союза Кирилл Афанасьевич Мерецков высоко оценил этот период службы Бурмасова и наградил его золотыми часами.
В январе 1952 года переведен на педагогическую работу и назначен начальником Московского пехотного училища имени Верховного Совета РСФСР, в январе 1954 года — на должность преподавателя и заместителя начальника кафедры Военной академии имени М. В. Фрунзе, а в январе 1955 года — на должность заместителя командира 63-го стрелкового корпуса (Уральский военный округ).
Генерал-майор Василий Афанасьевич Бурмасов 3 ноября 1955 года вышел в запас, но продолжил вести большую партийную и общественную работу, исполнял депутатские обязанности в городе Люберцы, постоянно выступал с лекциями и беседами. Он никогда, казалось, не уставал, никогда не жалел для дела ни времени, ни сил. Умер 21 мая 1963 года в Люберцах Московской области.

## Награды
- Орден Ленина (21.02.1945);
- Три ордена Красного Знамени (17.11.1939, 03.11.1944, 15.11.1950);
- Орден Суворова II степени (31.08.1945);
- Медаль «XX лет Рабоче-Крестьянской Красной Армии» (1938) и другие медали;
- Иностранные награды: Орден Сухэ-Батора (15.08.1959), знак «Участнику боёв у Халхин-Гола» и другие.

## Воинские звания
Майор — февраль 1936;
Полковник — 1939;
Генерал-майор — 03.06.1944.